# 2008–2009-es téli átigazolások az angol labdarúgásban
Ez a lista tartalmazza a 2008–2009-es téli átigazolásokat az angol labdarúgásban. Csak a Premier League és a Championship csapatoknál történt átigazolások vannak feltüntetve.
A téli átigazolási időszak 2009. január 1-jén kezdődött, habár néhány átigazolás már ezelőtt a nap előtt megtörtént. Az időszak 2009. február 2-án, 18 órakor (angliai idő szerint 17 órakor) ért véget. A klub nélküli játékosok az átigazolási időszakokon kívül is csatlakozhatnak valamelyik csapathoz. A Premiership-en kívüli klubok kölcsönben bármikor igazolhatnak játékosokat. Ha szükséges, a csapatok bármikor igazolhatnak kapust kölcsönbe.

## Átigazolások
| Dátum                | Név                          | Előző klub                   | Új klub                 | Ár                           |
| -------------------- | ---------------------------- | ---------------------------- | ----------------------- | ---------------------------- |
| 2008. szeptember 2.  | David Di Michele             | Torino                       | West Ham United         | Kölcsön                      |
| 2008. szeptember 2.  | Hérita Ilunga                | Toulouse                     | West Ham United         | Kölcsön                      |
| 2008. szeptember 2.  | Émile Mpenza                 | –                            | Plymouth Argyle         | Ingyen                       |
| 2008. szeptember 2.  | James Waite                  | –                            | Doncaster Rovers        | Ingyen                       |
| 2008. szeptember 5.  | Walter Alberto López         | –                            | West Ham United         | Ingyen                       |
| 2008. szeptember 9.  | Frank Fielding               | Blackburn Rovers             | Northampton Town        | Kölcsön                      |
| 2008. szeptember 9.  | Rostyn Griffiths             | Blackburn Rovers             | Accrington Stanley      | Kölcsön                      |
| 2008. szeptember 9.  | Dan Smith                    | Plymouth Argyle              | Morecambe               | Kölcsön                      |
| 2008. szeptember 10. | Damiano Tommasi              | –                            | Queens Park Rangers     | Ingyen                       |
| 2008. szeptember 11. | Joe Anyinsah                 | Preston North End            | Brighton & Hove Albion  | Kölcsön                      |
| 2008. szeptember 11. | Karl Hawley                  | Preston North End            | Northampton Town        | Kölcsön                      |
| 2008. szeptember 11. | Donal McDermott              | Manchester City              | Milton Keynes Dons      | Kölcsön                      |
| 2008. szeptember 11. | Gabriel Zakuani              | Fulham                       | Peterborough United     | Kölcsön                      |
| 2008. szeptember 12. | Robbie Fowler                | –                            | Blackburn Rovers        | Ingyen                       |
| 2008. szeptember 12. | Jack Jeffery                 | West Ham United              | Leyton Orient           | Kölcsön                      |
| 2008. szeptember 12. | Jordan Rhodes                | Ipswich Town                 | Rochdale                | Kölcsön                      |
| 2008. szeptember 15. | Scott Murray                 | Bristol City                 | Cheltenham Town         | Kölcsön                      |
| 2008. szeptember 15. | Jon Stead                    | Sheffield United             | Ipswich Town            | Nem közzétett                |
| 2008. szeptember 16. | Richard Kingson              | –                            | Wigan Athletic          | Ingyen                       |
| 2008. szeptember 18. | Luke Boden                   | Sheffield Wednesday          | Chesterfield            | Kölcsön                      |
| 2008. szeptember 18. | Jennison Myrie-Williams      | Bristol City                 | Carlisle United         | Kölcsön                      |
| 2008. szeptember 19. | David Button                 | Tottenham Hotspur            | Grays Athletic          | Kölcsön                      |
| 2008. szeptember 19. | Joel Lynch                   | Brighton & Hove Albion       | Nottingham Forest       | Kölcsön                      |
| 2008. szeptember 19. | Josh Wright                  | Charlton Athletic            | Brentford               | Kölcsön                      |
| 2008. szeptember 23. | Sztilianósz Janakópulosz     | –                            | Hull City               | Ingyen                       |
| 2008. szeptember 23. | Artur Krysiak                | Birmingham City              | Swansea City            | Kölcsön                      |
| 2008. szeptember 23. | Tomi Ameobi                  | Doncaster Rovers             | Grimsby Town            | Kölcsön                      |
| 2008. szeptember 24. | Mineiro                      | –                            | Chelsea                 | Ingyen                       |
| 2008. szeptember 24. | Lewis Montrose               | Wigan Athletic               | Cheltenham Town         | Kölcsön                      |
| 2008. szeptember 24. | Josh Payne                   | West Ham United              | Cheltenham Town         | Kölcsön                      |
| 2008. szeptember 25. | Andy Barcham                 | Tottenham Hotspur            | Gillingham              | Kölcsön                      |
| 2008. szeptember 25. | Craig Beattie                | West Bromwich Albion         | Crystal Palace          | Kölcsön                      |
| 2008. szeptember 25. | Gary Borrowdale              | Coventry City                | Colchester United       | Kölcsön                      |
| 2008. szeptember 25. | Jermaine Easter              | Plymouth Argyle              | Millwall                | Kölcsön                      |
| 2008. szeptember 25. | Adam Federici                | Reading                      | Southend United         | Kölcsön                      |
| 2008. szeptember 25. | Matt Ritchie                 | Portsmouth                   | Dagenham & Redbridge    | Kölcsön                      |
| 2008. szeptember 26. | Nathan Dyer                  | Southampton                  | Sheffield United        | Kölcsön                      |
| 2008. szeptember 26. | Stuart Fleetwood             | Charlton Athletic            | Cheltenham Town         | Kölcsön                      |
| 2008. szeptember 26. | Jordan Robertson             | Sheffield United             | Southampton             | Kölcsön                      |
| 2008. szeptember 26. | Sam Sodje                    | Reading                      | Watford                 | Kölcsön                      |
| 2008. szeptember 26. | Kevin Thornton               | Coventry City                | Brighton & Hove Albion  | Kölcsön                      |
| 2008. szeptember 29. | Jay McEveley                 | Derby County                 | Preston North End       | Kölcsön                      |
| 2008. szeptember 30. | Dennis Lawrence              | Swansea City                 | Crewe Alexandra         | Kölcsön                      |
| 2008. szeptember 30. | Mark Tyler                   | Peterborough United          | Watford                 | Kölcsön                      |
| 2008. szeptember 30. | Darren Ward                  | Wolverhampton Wanderers      | Watford                 | Kölcsön                      |
| 2008. október 1.     | Luke Chadwick                | Norwich City                 | Milton Keynes Dons      | Kölcsön                      |
| 2008. október 1.     | Kevin Kyle                   | Coventry City                | Hartlepool United       | Kölcsön                      |
| 2008. október 1.     | Leroy Lita                   | Reading                      | Norwich City            | Kölcsön                      |
| 2008. október 2.     | Carlos Edwards               | Sunderland                   | Wolverhampton Wanderers | Kölcsön                      |
| 2008. október 2.     | Fraser Forster               | Newcastle United             | Stockport County        | Kölcsön                      |
| 2008. október 2.     | Brian Howard                 | Barnsley                     | Sheffield United        | Kölcsön                      |
| 2008. október 2.     | Robbie Savage                | Derby County                 | Brighton & Hove Albion  | Kölcsön                      |
| 2008. október 3.     | Daniel Jones                 | Wolverhampton Wanderers      | Oldham Athletic         | Kölcsön                      |
| 2008. október 3.     | Ryan Smith                   | Millwall                     | Southampton             | Kölcsön                      |
| 2008. október 6.     | Eddie Nolan                  | Blackburn Rovers             | Preston North End       | Kölcsön                      |
| 2008. október 6.     | Simon Thomas                 | Crystal Palace               | Grays Athletic          | Kölcsön                      |
| 2008. október 7.     | Joe Allen                    | Swansea City                 | Wrexham                 | Kölcsön                      |
| 2008. október 8.     | Jarosław Fojut               | Bolton Wanderers             | Stockport County        | Kölcsön                      |
| 2008. október 8.     | Tony Kane                    | Blackburn Rovers             | Stockport County        | Kölcsön                      |
| 2008. október 8.     | Damien McCrory               | Plymouth Argyle              | Port Vale               | Kölcsön                      |
| 2008. október 10.    | Graham Kavanagh              | Sunderland                   | Carlisle United         | Kölcsön                      |
| 2008. október 14.    | Brett Ormerod                | Preston North End            | Oldham Athletic         | Kölcsön                      |
| 2008. október 14.    | Diego Tristán                | –                            | West Ham United         | Ingyen                       |
| 2008. október 16.    | Ben Alnwick                  | Tottenham Hotspur            | Carlisle United         | Kölcsön                      |
| 2008. október 16.    | Gylfi Sigurðsson             | Reading                      | Shrewsbury Town         | Kölcsön                      |
| 2008. október 17.    | Lewis Buxton                 | Stoke City                   | Sheffield Wednesday     | Kölcsön                      |
| 2008. október 17.    | Tom Craddock                 | Middlesbrough                | Luton Town              | Kölcsön                      |
| 2008. október 17.    | Carl Fletcher                | Crystal Palace               | Nottingham Forest       | Kölcsön                      |
| 2008. október 17.    | Steve Jones                  | Burnley                      | Huddersfield Town       | Kölcsön                      |
| 2008. október 17.    | Matty Kay                    | Blackpool                    | Fleetwood Town          | Kölcsön                      |
| 2008. október 17.    | Emile Sinclair               | Nottingham Forest            | Mansfield Town          | Kölcsön                      |
| 2008. október 17.    | Anthony Stokes               | Sunderland                   | Sheffield United        | Kölcsön                      |
| 2008. október 20.    | Lee Camp                     | Queens Park Rangers          | Nottingham Forest       | Kölcsön                      |
| 2008. október 21.    | Simon Church                 | Reading                      | Wycombe Wanderers       | Kölcsön                      |
| 2008. október 21.    | Nigel Quashie                | West Ham United              | Birmingham City         | Kölcsön                      |
| 2008. október 24.    | Stern John                   | Southampton                  | Bristol City            | Kölcsön                      |
| 2008. október 24.    | Dimitriosz Konsztantopoulosz | Coventry City                | Swansea City            | Kölcsön                      |
| 2008. október 24.    | Ryan McGivern                | Manchester City              | Morecambe               | Kölcsön                      |
| 2008. október 24.    | Jason Puncheon               | Plymouth Argyle              | Milton Keynes Dons      | Kölcsön                      |
| 2008. október 27.    | Wayne Brown                  | Hull City                    | Preston North End       | Kölcsön                      |
| 2008. október 27.    | Nicky Law                    | Sheffield United             | Bradford City           | Kölcsön                      |
| 2008. október 27.    | Michael Mancienne            | Chelsea                      | Wolverhampton Wanderers | Kölcsön                      |
| 2008. október 27.    | Lewis Price                  | Derby County                 | Milton Keynes Dons      | Kölcsön                      |
| 2008. október 27.    | John Welsh                   | Hull City                    | Carlisle United         | Kölcsön                      |
| 2008. október 28.    | Michail Antonio              | Tooting & Mitcham United     | Reading                 | Nem közzétett                |
| 2008. október 29.    | James Dayton                 | Crystal Palace               | Crawley Town            | Kölcsön                      |
| 2008. október 30.    | Stuart Fleetwood             | Charlton Athletic            | Brighton & Hove Albion  | Kölcsön                      |
| 2008. október 30.    | Alex Pearce                  | Reading                      | Southampton             | Kölcsön                      |
| 2008. október 31.    | Robert Atkinson              | Barnsley                     | Grimsby Town            | Kölcsön                      |
| 2008. október 31.    | Dean Bowditch                | Ipswich Town                 | Brentford               | Kölcsön                      |
| 2008. október 31.    | Shelton Martis               | West Bromwich Albion         | Doncaster Rovers        | Kölcsön                      |
| 2008. október 31.    | Lewis Neal                   | Preston North End            | Notts County            | Kölcsön                      |
| 2008. november 3.    | Nicky Hunt                   | Bolton Wanderers             | Birmingham City         | Kölcsön                      |
| 2008. november 3.    | Tony McMahon                 | Middlesbrough                | Sheffield Wednesday     | Kölcsön                      |
| 2008. november 3.    | Sam Williams                 | Aston Villa                  | Colchester United       | Kölcsön                      |
| 2008. november 4.    | Nicholas Bignall             | Reading                      | Northampton Town        | Kölcsön                      |
| 2008. november 5.    | Chris Arthur                 | Queens Park Rangers          | Kettering Town          | Kölcsön                      |
| 2008. november 5.    | Stephen O’Halloran           | Aston Villa                  | Swansea City            | Kölcsön                      |
| 2008. november 6.    | Adam Bolder                  | Queens Park Rangers          | Millwall                | Kölcsön                      |
| 2008. november 6.    | Michael Chopra               | Sunderland                   | Cardiff City            | Kölcsön                      |
| 2008. november 7.    | Luke Boden                   | Sheffield Wednesday          | Rushden & Diamonds      | Kölcsön                      |
| 2008. november 7.    | Simon Whaley                 | Preston North End            | Barnsley                | Kölcsön                      |
| 2008. november 8.    | Scott Wagstaff               | Charlton Athletic            | Northwich Victoria      | Kölcsön                      |
| 2008. november 8.    | Rashid Yussuff               | Charlton Athletic            | Northwich Victoria      | Kölcsön                      |
| 2008. november 10.   | Darren Ambrose               | Charlton Athletic            | Ipswich Town            | Kölcsön                      |
| 2008. november 11.1  | Peter Gál-Andrezly           | MFK Košice                   | Middlesbrough           | Kölcsön                      |
| 2008. november 12.   | Matt Murray                  | Wolverhampton Wanderers      | Hereford United         | Kölcsön                      |
| 2008. november 13.   | Lee Hills                    | Crystal Palace               | Colchester United       | Kölcsön                      |
| 2008. november 13.   | Bondz Ngala                  | West Ham United              | Milton Keynes Dons      | Kölcsön                      |
| 2008. november 13.   | Abu Ogogo                    | Arsenal                      | Barnet                  | Kölcsön                      |
| 2008. november 14.   | Darren Byfield               | Doncaster Rovers             | Oldham Athletic         | Kölcsön                      |
| 2008. november 14.   | Stuart Green                 | Blackpool                    | Crewe Alexandra         | Kölcsön                      |
| 2008. november 14.   | Michael Liddle               | Sunderland                   | Carlisle United         | Kölcsön                      |
| 2008. november 14.   | Mark Magee                   | Bristol City                 | Stafford Rangers        | Kölcsön                      |
| 2008. november 14.   | Romone Rose                  | Queens Park Rangers          | Histon                  | Kölcsön                      |
| 2008. november 14.   | Jamie White                  | Southampton                  | Shrewsbury Town         | Kölcsön                      |
| 2008. november 16.   | Lee Hendrie                  | Sheffield United             | Blackpool               | Kölcsön                      |
| 2008. november 17.   | Martyn Waghorn               | Sunderland                   | Charlton Athletic       | Kölcsön                      |
| 2008. november 20.   | Jermaine Easter              | Plymouth Argyle              | Colchester United       | Kölcsön                      |
| 2008. november 20.   | Kenny Lunt                   | Sheffield Wednesday          | Crewe Alexandra         | Kölcsön                      |
| 2008. november 20.   | Wayne Routledge              | Aston Villa                  | Cardiff City            | Kölcsön                      |
| 2008. november 20.   | Mark Wilson                  | Doncaster Rovers             | Tranmere Rovers         | Kölcsön                      |
| 2008. november 21.   | Matthew Gilks                | Blackpool                    | Shrewsbury Town         | Kölcsön                      |
| 2008. november 21.   | Tim Krul                     | Newcastle United             | Carlisle United         | Kölcsön                      |
| 2008. november 21.   | Robert Milsom                | Fulham                       | Southend United         | Kölcsön                      |
| 2008. november 21.   | Darren Powell                | –                            | Derby County            | Ingyen                       |
| 2008. november 21.   | David Stockdale              | Fulham                       | Rotherham United        | Kölcsön                      |
| 2008. november 24.   | Keith Gillespie              | Sheffield United             | Charlton Athletic       | Kölcsön                      |
| 2008. november 24.   | John Johnson                 | Middlesbrough                | Tranmere Rovers         | Kölcsön                      |
| 2008. november 24.   | Andy Todd                    | Derby County                 | Northampton Town        | Kölcsön                      |
| 2008. november 25.   | Jonathan Brown               | Cardiff City                 | Wrexham                 | Kölcsön                      |
| 2008. november 25.   | Jordan Spence                | West Ham United              | Leyton Orient           | Kölcsön                      |
| 2008. november 25.   | Gabriel Zakuani              | Fulham                       | Peterborough United     | Nem közzétett                |
| 2008. november 26.   | Gary Borrowdale              | Coventry City                | Queens Park Rangers     | Kölcsön                      |
| 2008. november 27.   | Christopher Birchall         | Coventry City                | Carlisle United         | Kölcsön                      |
| 2008. november 27.   | Liam Bridcutt                | Chelsea                      | Watford                 | Kölcsön                      |
| 2008. november 27.   | Steve Brooker                | Bristol City                 | Doncaster Rovers        | Kölcsön                      |
| 2008. november 27.   | Deon Burton                  | Sheffield Wednesday          | Charlton Athletic       | Kölcsön                      |
| 2008. november 27.   | Jamie Cureton                | Norwich City                 | Barnsley                | Kölcsön                      |
| 2008. november 27.   | Mark Davies                  | Wolverhampton Wanderers      | Leicester City          | Kölcsön                      |
| 2008. november 27.   | Liam Dickinson               | Derby County                 | Blackpool               | Kölcsön                      |
| 2008. november 27.   | Mitchell Hanson              | Derby County                 | Notts County            | Kölcsön                      |
| 2008. november 27.   | Heiðar Helguson              | Bolton Wanderers             | Queens Park Rangers     | Kölcsön                      |
| 2008. november 27.   | Shane Higgs                  | Cheltenham Town              | Wolverhampton Wanderers | Kölcsön                      |
| 2008. november 27.   | Craig Mahon                  | Wigan Athletic               | Accrington Stanley      | Kölcsön                      |
| 2008. november 27.   | Steve Jones                  | Burnley                      | Bradford City           | Kölcsön                      |
| 2008. november 27.   | Kyel Reid                    | West Ham United              | Blackpool               | Kölcsön                      |
| 2008. november 27.   | Kurt Robinson                | Ipswich Town                 | Northampton Town        | Kölcsön                      |
| 2008. november 27.   | Bartosz Ślusarski            | West Bromwich Albion         | Sheffield Wednesday     | Kölcsön                      |
| 2008. november 27.   | Junior Stanislas             | West Ham United              | Southend United         | Kölcsön                      |
| 2008. november 27.   | Graham Stack                 | Plymouth Argyle              | Blackpool               | Kölcsön                      |
| 2008. november 27.   | Luke Varney                  | Charlton Athletic            | Derby County            | Kölcsön                      |
| 2008. november 27.   | James Walker                 | West Ham United              | Colchester United       | Kölcsön                      |
| 2008. november 27.   | Chris Weale                  | Bristol City                 | Hereford United         | Kölcsön                      |
| 2008. november 27.   | Nathaniel Wedderburn         | Stoke City                   | Notts County            | Kölcsön                      |
| 2008. november 27.   | Ron-Robert Zieler            | Manchester United            | Northampton Town        | Kölcsön                      |
| 2008. november 28.   | Shane White                  | Plymouth Argyle              | Truro City              | Kölcsön                      |
| 2008. december 1.    | Ashley Barnes                | Plymouth Argyle              | Eastbourne Borough      | Kölcsön                      |
| 2008. december 1.    | Dan Smith                    | Plymouth Argyle              | Eastbourne Borough      | Kölcsön                      |
| 2008. december 2.1   | Keith Fahey                  | St Patrick's Athletic        | Birmingham City         | Nem közzétett                |
| 2008. december 5.    | Lee Cook                     | Fulham                       | Queens Park Rangers     | Nem közzétett                |
| 2008. december 9.    | Mikkel Andersen              | Reading                      | Brentford               | Kölcsön                      |
| 2008. december 9.    | Jamie Annerson               | Sheffield United             | Mansfield Town          | Kölcsön                      |
| 2008. december 9.    | Carl Cort                    | –                            | Norwich City            | Ingyen                       |
| 2008. december 12.   | Ian Harte                    | –                            | Blackpool               | Ingyen                       |
| 2008. december 23.   | Maynor Figueroa              | Olimpia                      | Wigan Athletic          | Nem közzétett                |
| 2008. december 30.   | Nadir Belhadj                | Lens                         | Portsmouth              | 4,4 millió font              |
| 2008. december 31.1  | Luke Chadwick                | Norwich City                 | Milton Keynes Dons      | Ingyen                       |
| 2008. december 31.   | Gavin Hoyte                  | Arsenal                      | Watford                 | Kölcsön                      |
| 2008. december 31.   | Dag Alexander Olsen          | Tottenham Hotspur            | Valencia                | Ingyen                       |
| 2008. december 31.   | Jay Simpson                  | Arsenal                      | West Bromwich Albion    | Kölcsön                      |
| 2008. január 1.      | Jean-François Christophe     | Portsmouth                   | Southend United         | Nem közzétett                |
| 2008. január 1.      | Jack Cork                    | Chelsea                      | Watford                 | Kölcsön                      |
| 2008. január 1.      | Lassana Diarra               | Portsmouth                   | Real Madrid             | 20 millió font               |
| 2008. január 1.      | David Gray                   | Manchester United            | Plymouth Argyle         | Kölcsön                      |
| 2008. január 1.      | Joss Labadie                 | West Bromwich Albion         | Shrewsbury Town         | Kölcsön                      |
| 2008. január 2.      | Andy Barcham                 | Tottenham                    | Gillingham              | Ingyen                       |
| 2008. január 2.      | Gary Borrowdale              | Coventry City                | Queens Park Rangers     | Nem közzétett                |
| 2008. január 2.      | Adam Chapman                 | Sheffield United             | Oxford United           | Kölcsön                      |
| 2008. január 2.      | Nathan Dyer                  | Southampton                  | Swansea City            | Kölcsön                      |
| 2008. január 2.      | Heiðar Helguson              | Bolton Wanderers             | Queens Park Rangers     | Nem közzétett                |
| 2008. január 2.      | Artur Krysiak                | Birmingham City              | Motherwell              | Kölcsön                      |
| 2008. január 2.      | Lee Molyneux                 | Everton                      | Southampton             | Ingyen                       |
| 2008. január 2.      | TJ Moncur                    | Fulham                       | Wycombe Wanderers       | Ingyen                       |
| 2008. január 2.}     | Eddie Nolan                  | Blackburn Rovers             | Preston North End       | Nem közzétett                |
| 2008. január 2.      | Tristan Plummer              | Bristol City                 | Torquay United          | Kölcsön                      |
| 2008. január 2.      | Wayne Routledge              | Aston Villa                  | Queens Park Rangers     | Nem közzétett                |
| 2008. január 2.      | Ben Sahar                    | Chelsea                      | De Graafschap           | Kölcsön                      |
| 2008. január 2.      | Robin Shroot                 | Wimbledon                    | Birmingham City         | Nominal                      |
| 2008. január 2.      | Ryan Smith                   | Millwall                     | Southampton             | Ingyen                       |
| 2008. január 2.      | Peter Štyvar                 | MŠK Žilina                   | Bristol City            | Nem közzétett                |
| 2008. január 2.      | Zoran Tošić                  | FK Partizan                  | Manchester United       | Nem közzétett                |
| 2008. január 2.      | Joe Widdowson                | West Ham United              | Grimsby Town            | Kölcsön                      |
| 2008. január 2.      | Sam Williamson               | Manchester City              | Wrexham                 | Ingyen                       |
| 2008. január 3.      | Wayne Bridge                 | Chelsea                      | Manchester City         | Nem közzétett                |
| 2008. január 3.      | Hugo Roberto Colace          | Newell’s Old Boys            | Barnsley                | Nem közzétett                |
| 2008. január 5.      | Sam Hewson                   | Manchester United            | Hereford United         | Kölcsön                      |
| 2008. január 5.      | Seb Hines                    | Middlesbrough                | Derby County            | Kölcsön                      |
| 2008. január 5.      | Lewis Montrose               | Wigan Athletic               | Cheltenham Town         | Kölcsön                      |
| 2008. január 6.      | Charlie Daniels              | Tottenham Hotspur            | Leyton Orient           | Ingyen                       |
| 2008. január 6.      | Frank Fielding               | Blackburn Rovers             | Rochdale                | Kölcsön                      |
| 2008. január 6.      | Graeme Murty                 | Reading                      | Charlton Athletic       | Kölcsön                      |
| 2008. január 6.      | Marvin Pourie                | Liverpool                    | Schalke 04              | Nem közzétett                |
| 2008. január 6.      | Scott Sinclair               | Chelsea                      | Birmingham City         | Kölcsön                      |
| 2008. január 7.      | Jonathan Grounds             | Middlesbrough                | Norwich City            | Kölcsön                      |
| 2008. január 7.      | Brian Howard                 | Barnsley                     | Sheffield United        | Nem közzétett                |
| 2008. január 7.      | Miguel Mostto                | Barnsley                     | Total Clean             | Nem közzétett                |
| 2008. január 7.      | Arsenio Halfhuid             | Excelsior                    | Aston Villa             | Nem közzétett                |
| 2008. január 8.      | Lee Baker                    | West Bromwich Albion         | Kidderminster Harriers  | Kölcsön                      |
| 2008. január 8.      | Hameur Bouazza               | Fulham                       | Birmingham City         | Kölcsön                      |
| 2008. január 8.      | D. J. Campbell               | Leicester City               | Blackpool               | Kölcsön                      |
| 2008. január 8.      | Chris Casement               | Ipswich Town                 | Wycombe Wanderers       | Kölcsön                      |
| 2008. január 8.      | Lee Cook                     | Fulham                       | Queens Park Rangers     | Nem közzétett                |
| 2008. január 8.      | Ritchie De Laet              | Stoke City                   | Manchester United       | Nem közzétett                |
| 2008. január 8.      | Stuart Elliott               | Doncaster Rovers             | Grimsby Town            | Kölcsön                      |
| 2008. január 8.      | Matthew Etherington          | West Ham United              | Stoke City              | 2 millió font                |
| 2008. január 8.      | Graeme Owens                 | Middlesbrough                | Blackpool               | Kölcsön                      |
| 2008. január 8.      | Dean Sinclair                | Charlton Athletic            | Grimsby Town            | Kölcsön                      |
| 2008. január 8.      | Jake Thomson                 | Southampton                  | Bournemouth             | Kölcsön                      |
| 2008. január 8.      | Rhoys Wiggins                | Crystal Palace               | Bournemouth             | Kölcsön                      |
| 2008. január 9.      | Joe Anyinsah                 | Preston North End            | Carlisle United         | Nem közzétett                |
| 2008. január 9.      | Lee Bowyer                   | West Ham United              | Birmingham City         | Kölcsön                      |
| 2008. január 9.      | Chris Burke                  | Rangers                      | Cardiff City            | Ingyen                       |
| 2008. január 9.      | Mark Davies                  | Wolverhampton Wanderers      | Leicester City          | Kölcsön                      |
| 2008. január 9.      | Jermain Defoe                | Portsmouth                   | Tottenham Hotspur       | 15 millió font               |
| 2008. január 9.      | Michael Gray                 | Wolverhampton Wanderers      | Sheffield Wednesday     | Kölcsön                      |
| 2008. január 9.      | Graham Kavanagh              | Sunderland                   | Carlisle United         | Ingyen                       |
| 2008. január 9.      | Roy O'Donovan                | Sunderland                   | Blackpool               | Kölcsön                      |
| 2008. január 9.      | Sébastien Puygrenier         | FK Zenyit Szankt-Petyerburg  | Bolton Wanderers        | Kölcsön                      |
| 2008. január 9.      | Lee Trundle                  | Bristol City                 | Leeds United            | Kölcsön                      |
| 2008. január 9.      | Nathaniel Wedderburn         | Stoke City                   | Notts County            | Kölcsön                      |
| 2008. január 9.      | Dean Windass                 | Hull City                    | Oldham Athletic         | Kölcsön                      |
| 2008. január 11.     | Kevin-Prince Boateng         | Tottenham Hotspur            | Borussia Dortmund       | Kölcsön                      |
| 2008. január 12.     | James Beattie                | Sheffield United             | Stoke City              | Nem közzétett                |
| 2008. január 12.     | Nick Blackman                | Macclesfield Town            | Blackburn Rovers        | Nem közzétett                |
| 2008. január 12.     | Leigh Bromby                 | Watford                      | Sheffield United        | Kölcsön                      |
| 2008. január 12.     | Sherjill MacDonald           | West Bromwich Albion         | Roeselare               | Kölcsön                      |
| 2008. január 12.     | Gudlaugur Victor Pálsson     | Aarhus                       | Liverpool               | Ingyen                       |
| 2008. január 12.     | Jason Puncheon               | Plymouth Argyle              | Milton Keynes Dons      | Kölcsön                      |
| 2008. január 12.     | Jimmy Walker                 | West Ham United              | Colchester United       | Kölcsön                      |
| 2008. január 12.     | Ross Wallace                 | Sunderland                   | Preston North End       | Nem közzétett                |
| 2008. január 14.     | Luke Ashworth                | Wigan Athletic               | Leyton Orient           | Ingyen                       |
| 2008. január 14.     | Nicholas Bignall             | Reading                      | Cheltenham Town         | Kölcsön                      |
| 2008. január 14.     | Seol Ki-Hyeon                | Fulham                       | el-Hilál                | Kölcsön                      |
| 2009. január 15.     | Tomi Ameobi                  | Doncaster Rovers             | Mansfield Town          | Kölcsön                      |
| 2009. január 15.     | Carl Dickinson               | Stoke City                   | Leeds United            | Kölcsön                      |
| 2009. január 15.     | Marc-Antoine Fortuné         | Nancy                        | West Bromwich Albion    | Kölcsön                      |
| 2009. január 15.     | Gaël Givet                   | Marseille                    | Blackburn Rovers        | Kölcsön                      |
| 2009. január 15.     | Lewis Gobern                 | Wolverhampton Wanderers      | Colchester United       | Kölcsön                      |
| 2009. január 15.     | Liam Henderson               | Watford                      | Hartlepool United       | Kölcsön                      |
| 2009. január 15.     | Kevin Kilbane                | Wigan Athletic               | Hull City               | Nem közzétett                |
| 2009. január 15.     | Izale McLeod                 | Charlton Athletic            | Millwall                | Kölcsön                      |
| 2009. január 15.     | Liam Miller                  | Sunderland                   | Queens Park Rangers     | Nem közzétett                |
| 2009. január 15.     | Richard Naylor               | Ipswich Town                 | Leeds United            | Kölcsön                      |
| 2009. január 15.     | Darren Potter                | Wolverhampton Wanderers      | Sheffield Wednesday     | Kölcsön                      |
| 2009. január 15.     | Kyel Reid                    | West Ham United              | Wolverhampton Wanderers | Kölcsön                      |
| 2009. január 15.     | Emile Sinclair               | Nottingham Forest            | Macclesfield Town       | Kölcsön                      |
| 2009. január 15.     | Tom Soares                   | Stoke City                   | Charlton Athletic       | Kölcsön                      |
| 2009. január 15.     | Matthew Spring               | Luton Town                   | Charlton Athletic       | Nem közzétett                |
| 2009. január 16.     | David Button                 | Tottenham Hotspur            | Bournemouth             | Kölcsön                      |
| 2009. január 16.     | Tom Cleverley                | Manchester United            | Leicester City          | Kölcsön                      |
| 2009. január 16.     | Lee Collins                  | Wolverhampton Wanderers      | Port Vale               | Nem közzétett                |
| 2009. január 16.     | Ariza Makukula               | Benfica                      | Bolton Wanderers        | Kölcsön                      |
| 2009. január 16.     | Manucho                      | Manchester United            | Hull City               | Kölcsön                      |
| 2009. január 16.     | Ryan Shotton                 | Stoke City                   | Tranmere Rovers         | Kölcsön                      |
| 2009. január 16.     | Javan Vidal                  | Manchester City              | Aberdeen                | Kölcsön                      |
| 2009. január 16.     | Haris Vučkić                 | Domžale                      | Newcastle United        | Nem közzétett                |
| 2009. január 19.     | Craig Bellamy                | West Ham United              | Manchester City         | Nem közzétett                |
| 2009. január 19.     | Scott Golbourne              | Reading                      | Oldham Athletic         | Kölcsön                      |
| 2009. január 19.     | Jay Tabb                     | Coventry City                | Reading                 | Nem közzétett                |
| 2009. január 19.     | Jamie Ward                   | Chesterfield                 | Sheffield United        | 330 000 font                 |
| 2009. január 20.     | Troy Archibald-Henville      | Tottenham Hotspur            | Exeter City             | Kölcsön                      |
| 2009. január 20.     | Billy Clarke                 | Ipswich Town                 | Northampton Town        | Kölcsön                      |
| 2009. január 20.     | Jermaine Pennant             | Liverpool                    | Portsmouth              | Kölcsön                      |
| 2009. január 21.     | Robert Atkinson              | Barnsley                     | Grimsby Town            | Ingyen                       |
| 2009. január 21.     | Nigel de Jong                | Hamburg                      | Manchester City         | Nem közzétett                |
| 2009. január 21.     | Wilson Palacios              | Wigan Athletic               | Tottenham Hotspur       | 14 millió font               |
| 2009. január 22.     | Yala Bolasie                 | Plymouth Argyle              | Barnet                  | Kölcsön                      |
| 2009. január 22.     | Sztilianósz Janakópulosz     | Hull City                    | Larissa                 | Ingyen                       |
| 2009. január 22.     | Marlon King                  | Wigan Athletic               | Middlesbrough           | Kölcsön                      |
| 2009. január 22.     | Nigel Quashie                | West Ham United              | Wolverhampton Wanderers | Kölcsön                      |
| 2009. január 22.     | Paul Rodgers                 | Arsenal                      | Northampton Town        | Kölcsön                      |
| 2009. január 23.     | Lionel Ainsworth             | Watford                      | Huddersfield Town       | Nem közzétett                |
| 2009. január 23.     | Cédric Avinel                | Watford                      | Gueugnon                | Kölcsön                      |
| 2009. január 23.     | Oliver Bozanic               | Reading                      | Woking                  | Kölcsön                      |
| 2009. január 23.     | Jimmy Bullard                | Fulham                       | Hull City               | 5 millió font                |
| 2009. január 23.     | César Sánchez                | Tottenham Hotspur            | Valencia                | Ingyen                       |
| 2009. január 23.     | Emile Heskey                 | Wigan Athletic               | Aston Villa             | 3,5 millió font              |
| 2009. január 23.     | Peter Løvenkrands            | –                            | Newcastle United        | Ingyen                       |
| 2009. január 23.     | Mido                         | Middlesbrough                | Wigan Athletic          | Kölcsön                      |
| 2009. január 23.     | Jennison Myrie-Williams      | Bristol City                 | Hereford United         | Kölcsön                      |
| 2009. január 23.     | Jaime Peters                 | Ipswich Town                 | Gillingham              | Kölcsön                      |
| 2009. január 23.     | Jordan Rhodes                | Ipswich Town                 | Brentford               | Kölcsön                      |
| 2009. január 23.     | Rene Steer                   | Arsenal                      | Gillingham              | Kölcsön                      |
| 2009. január 23.     | Kamil Zayatte                | Young Boys                   | Hull City               | 2,5 millió font              |
| 2009. január 24.     | Theo Robinson                | Watford                      | Southend United         | Kölcsön                      |
| 2009. január 26.     | Daniel Bogdanovic            | Lokomotiv Szófia             | Barnsley                | Nem közzétett                |
| 2009. január 26.     | Marlon Broomes               | Blackpool                    | Crewe Alexandra         | Kölcsön                      |
| 2009. január 26.     | Lewis Buxton                 | Stoke City                   | Sheffield Wednesday     | Nominal                      |
| 2009. január 26.     | Pascal Chimbonda             | Sunderland                   | Tottenham Hotspur       | Nem közzétett                |
| 2009. január 26.     | Carlo Cudicini               | Chelsea                      | Tottenham Hotspur       | Ingyen                       |
| 2009. január 26.     | Mark Davies                  | Wolverhampton Wanderers      | Bolton Wanderers        | Nem közzétett                |
| 2009. január 26.     | Hosszám Gáli                 | Tottenham Hotspur            | Al-Nasszr               | Nem közzétett                |
| 2009. január 26.     | Gordon Greer                 | Doncaster Rovers             | Swindon Town            | Kölcsön                      |
| 2009. január 26.     | Craig Lindfield              | Liverpool                    | Accrington Stanley      | Kölcsön                      |
| 2009. január 26.     | Hayden Mullins               | West Ham United              | Portsmouth              | Nem közzétett                |
| 2009. január 26.     | Németh Krisztián             | Liverpool                    | Blackpool               | Kölcsön                      |
| 2009. január 26.     | Savio Nsereko                | Brescia                      | West Ham United         | Nem közzétett                |
| 2009. január 26.     | Pelé                         | Porto                        | Portsmouth              | Kölcsön                      |
| 2009. január 26.     | Zesh Rehman                  | Queens Park Rangers          | Bradford City           | Kölcsön                      |
| 2009. január 26.     | Hal Robson-Kanu              | Reading                      | Swindon Town            | Kölcsön                      |
| 2009. január 26.     | Hugo Rodallega               | Necaxa                       | Wigan Athletic          | 4,5 millió font              |
| 2009. január 26.     | Lee Sawyer                   | Chelsea                      | Coventry City           | Kölcsön                      |
| 2009. január 26.     | Ben Watson                   | Crystal Palace               | Wigan Athletic          | Nem közzétett                |
| 2009. január 26.     | Mike Williamson              | Wycombe Wanderers            | Watford                 | Kölcsön                      |
| 2009. január 27.     | Jason Jarrett                | Preston North End            | Brighton & Hove Albion  | Ingyen                       |
| 2009. január 27.     | Kyle Letheren                | Barnsley                     | Doncaster Rovers        | Kölcsön                      |
| 2009. január 27.     | Shaun MacDonald              | Swansea City                 | Yeovil Town             | Kölcsön                      |
| 2009. január 27.     | Aleksandar Prijović          | Derby County                 | Yeovil Town             | Kölcsön                      |
| 2009. január 28.     | Steve Brooker                | Bristol City                 | Doncaster Rovers        | Nem közzétett                |
| 2009. január 29.     | Carlo Costly                 | GKS Bełchatów                | Birmingham City         | Kölcsön                      |
| 2009. január 29.     | Emerse Faé                   | Reading                      | Nice                    | Nem közzétett                |
| 2009. január 29.     | Jordan Henderson             | Sunderland                   | Coventry City           | Kölcsön                      |
| 2009. január 29.     | Kevin Kyle                   | Coventry City                | Kilmarnock              | Nem közzétett                |
| 2009. január 29.     | Paul Marshall                | Manchester City              | Blackpool               | Kölcsön                      |
| 2009. január 29.     | Daniel Nardiello             | Blackpool                    | Hartlepool United       | Kölcsön                      |
| 2009. január 29.     | John Ruddy                   | Everton                      | Crewe Alexandra         | Kölcsön                      |
| 2009. január 30.     | David Bell                   | Norwich City                 | Coventry City           | Nem közzétett                |
| 2009. január 30.     | Wayne Brown                  | Hull City                    | Leicester City          | Kölcsön                      |
| 2009. január 30.     | Tom Craddock                 | Middlesbrough                | Luton Town              | 80 000 font                  |
| 2009. január 30.     | El Hadji Diouf               | Sunderland                   | Blackburn Rovers        | 2 millió font                |
| 2009. január 30.     | Willo Flood                  | Cardiff City                 | Celtic                  | Nem közzétett                |
| 2009. január 30.     | Rui Fonte                    | Arsenal                      | Crystal Palace          | Kölcsön                      |
| 2009. január 30.     | Trésor Kandol                | Leeds United                 | Charlton Athletic       | Kölcsön                      |
| 2009. január 30.     | Radoslav Kováč               | Szpartak Moszkva             | West Ham United         | Kölcsön                      |
| 2009. január 30.     | Carl Magnay                  | Chelsea                      | Milton Keynes Dons      | Kölcsön                      |
| 2009. január 30.     | Kevin Nolan                  | Bolton Wanderers             | Newcastle United        | 4 millió font                |
| 2009. január 30.     | Brett Ormerod                | Preston North End            | Blackpool               | Ingyen                       |
| 2009. január 30.     | Gökhan Töre                  | Bayer Leverkusen             | Chelsea                 | Nem közzétett                |
| 2009. január 30.     | Darren Ward                  | Wolverhampton Wanderers      | Charlton Athletic       | Kölcsön                      |
| 2009. január 30.     | Sam Williams                 | Aston Villa                  | Walsall                 | Kölcsön                      |
| 2009. január 31.     | Giles Barnes                 | Derby County                 | Fulham                  | Kölcsön                      |
| 2009. január 31.     | Julien Faubert               | West Ham United              | Real Madrid             | Kölcsön (1,5 millió fontért) |
| 2009. január 31.     | Chris Killen                 | Celtic                       | Norwich City            | Kölcsön                      |
| 2009. január 31.     | Quincy Owusu-Abeyie          | Szpartak Moszkva             | Cardiff City            | Kölcsön                      |
| 2009. január 31.     | Chris Porter                 | Motherwell                   | Derby County            | Nem közzétett                |
| 2009. február 1.     | Shay Given                   | Newcastle United             | Manchester City         | Nem közzétett                |
| 2009. február 1.     | Theofánisz Gékasz            | Bayer Leverkusen             | Portsmouth              | Kölcsön                      |
| 2009. február 1.     | Tal Ben Haim                 | Manchester City              | Sunderland              | Kölcsön                      |
| 2009. február 2.     | Charlie Adam                 | Rangers                      | Blackpool               | Kölcsön                      |
| 2009. február 2.     | Leon Andreasen               | Fulham                       | Hannover                | Kölcsön                      |
| 2009. február 2.     | Semih Aydilek                | Birmingham City              | Motherwell              | Kölcsön                      |
| 2009. február 2.     | Ángelosz Baszinász           | AEK Athén                    | Portsmouth              | Nem közzétett                |
| 2009. február 2.     | Christophe Berra             | Hearts                       | Wolverhampton Wanderers | Nem közzétett                |
| 2009. február 2.     | Henri Camara                 | Wigan Athletic               | Stoke City              | Kölcsön                      |
| 2009. február 2.     | Francesco Carratta           | Royal Antwerp                | Blackpool               | Ingyen                       |
| 2009. február 2.     | James Chester                | Manchester United            | Peterborough United     | Kölcsön                      |
| 2009. február 2.     | Michael Chopra               | Sunderland                   | Cardiff City            | Kölcsön                      |
| 2009. február 2.     | Jamie Clarke                 | Blackburn Rovers             | Rotherham United        | Ingyen                       |
| 2009. február 2.     | Don Cowie                    | Inverness Caledonian Thistle | Watford                 | Nem közzétett                |
| 2009. február 2.     | Olivier Dacourt              | Internazionale               | Fulham                  | Kölcsön                      |
| 2009. február 2.     | Claude Davis                 | Derby County                 | Crystal Palace          | Kölcsön                      |
| 2009. február 2.     | Alan Gow                     | Rangers                      | Norwich City            | Kölcsön                      |
| 2009. február 2.     | Julian Gray                  | Coventry City                | Fulham                  | Nem közzétett                |
| 2009. február 2.     | Michael Gray                 | Wolverhampton Wanderers      | Sheffield Wednesday     | Ingyen                       |
| 2009. február 2.     | Gulácsi Péter                | Liverpool                    | Hereford United         | Kölcsön                      |
| 2009. február 2.     | Adam Hammill                 | Liverpool                    | Barnsley                | Kölcsön                      |
| 2009. február 2.     | Khaleem Hyland               | Portsmouth                   | Zulte Waregem           | Kölcsön                      |
| 2009. február 2.     | Jô                           | Manchester City              | Everton                 | Kölcsön                      |
| 2009. február 2.     | Robbie Keane                 | Liverpool                    | Tottenham Hotspur       | Nem közzétett                |
| 2009. február 2.     | Henri Lansbury               | Arsenal                      | Scunthorpe United       | Kölcsön                      |
| 2009. február 2.     | Adrian Leijer                | Fulham                       | Norwich City            | Kölcsön                      |
| 2009. február 2.     | Alex McCarthy                | Reading                      | Aldershot               | Kölcsön                      |
| 2009. február 2.     | Cody McDonald                | Dartford                     | Norwich City            | Nem közzétett                |
| 2009. február 2.     | James McPake                 | Livingston                   | Coventry City           | Nem közzétett                |
| 2009. február 2.     | Juan Carlos Menseguez        | San Lorenzo de Almagro       | West Bromwich Albion    | Kölcsön                      |
| 2009. február 2.     | Michael Mifsud               | Coventry City                | Barnsley                | Kölcsön                      |
| 2009. február 2.     | Youssuf Mulumbu              | Paris Saint-Germain          | West Bromwich Albion    | Kölcsön                      |
| 2009. február 2.     | Charles N'Zogbia             | Newcastle United             | Wigan Athletic          | Nem közzétett                |
| 2009. február 2.     | Dean Shiels                  | Hibernian                    | Doncaster Rovers        | Nem közzétett                |
| 2009. február 2.     | Ryan Taylor                  | Wigan Athletic               | Newcastle United        | Nem közzétett                |
| 2009. február 2.     | Andranik Teymourian          | Fulham                       | Barnsley                | Kölcsön                      |
| 2009. február 2.     | Jared Wilson                 | Birmingham City              | Chesterfield            | Kölcsön                      |

- 1 A játékos hivatalosan 2009. január 1-jén csatlakozott új klubjához.